# John Engels
John Engels (Groningen, 13 mei 1935) is een Nederlandse jazz-drummer. Hij speelde onder meer met Stan Getz, Art Farmer, Ben Webster en Chet Baker. Hij kreeg een Bird-Award op het North Sea Jazz Festival (1985), de Boy Edgar Prijs (1989) en kreeg zes Edisons voor zijn platen met verschillende formaties.

## Loopbaan
Engels stamt uit een muzikale familie: zijn vader was een professionele drummer. Zijn interesse voor de jazz werd vooral gewekt door een aantal concerten in de serie Jazz at the Philharmonic, waar zijn vader hem mee naartoe nam. Hij zag hier onder andere Hank Jones en Ray Brown. In navolging van zijn vader ging Engels in 1953 ook met drummen zijn geld verdienen. Hij speelde in het trio van Pia Beck en met de Surinaamse saxofonist Kid Dynamite en was tien jaar lang de vaste slagwerker van de groep van Cees Slinger, The Diamond Five. Hij was lid van de bigband van Boy Edgar en speelde met Louis van Dijk en Jacques Schols voor radio en televisie. Ook maakte dit drietal diverse platen die bekroond werden met een Edison.
Engels speelde met talloze muzikanten, naast de genoemden ook met Cab Kaye, Dizzy Gillespie, Johnny Griffin, Phil Woods, Benny Golson, Toots Tielemans, Tommy Flanagan, Hank Jones, Jack van Poll, Sonny Stitt en Wynton Marsalis. Hij speelde op meer dan 250 platen en cd's mee. Als een van de hoogtepunten in zijn carrière, noemt Engels zelf de tournees die hij met trompettist/ zanger Chet Baker door Japan maakte. Hier verschenen twee platen van, evenals een dvd 'Live in Tokyo'. In het jaar 2001 is John Engels benoemd tot Ridder in de Orde van de Nederlandse Leeuw. Als eerste Europeaan  ontving Engels in 1997 de Hall of Fame Award in Jamaica. Elk jaar van 1987 tot 1993 en in 2000 tot 2002 kreeg hij de Benelux Award van de Slagwerkkrant Poll voor beste jazzdrummer. Tot op heden genoemd in de top-tien, met in 2021, 2022 én 2023 drie-maal-op-rij gekozen tot 'Best Jazzdrummer Benelux'. Eerder in 2020 ontving Engels de Frans Banninck Cocqpenning van de gemeente Amsterdam. Het jaar 2023 stond in het teken van zijn 'Platinum Jubilee - John Engels: Zwinging 70 Years on Drums'. Op 11 mei 2025 ontving Engels de eerste Lifetime Achievement Edison.

## Documentaires
- John Engels 88 | Platinum Jubilee, live-registratie dubbelconcert (productie Engels, &Bromet, 2024)
- Een dag uit het leven van jazzdrummer John Engels (Jan Kelder)
- Honderdduizend noten, ik hoor liever één noot in de serie NJA Jazzportretten (Jan Kelder)
- Swingende Vogel radiodocumentaire van David de Jongh